# Oerlikon Contraves

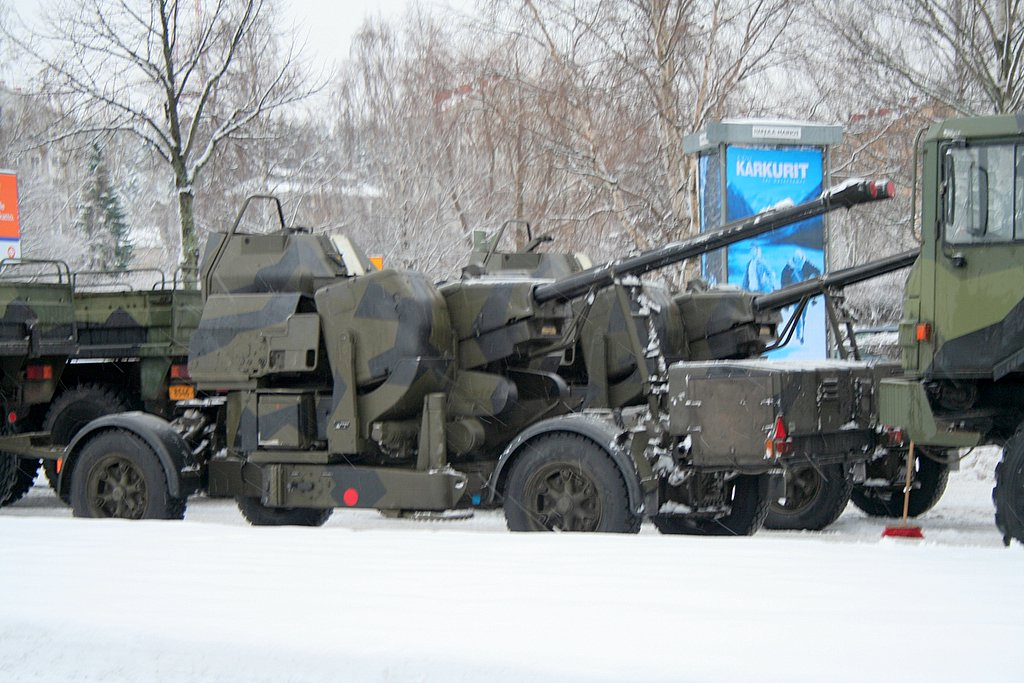
35mm-Oerlikon-dubbel luchtafweergeschut bij de militaire parade in Finland (2005)

Oerlikon Contraves was een Zwitsers defensiebedrijf dat voornamelijk bekend was om zijn luchtafweergeschut en het 20mm-Oerlikon kanon in het bijzonder. Het bedrijf maakt tegenwoordig deel uit van de Duitse defensiegroep Rheinmetall. Oerlikon Contraves had vestigingen in Noord-Amerika en Azië.

## Geschiedenis
Oerlikon werd in 1906 opgericht als Schweizerische Werkzeugmaschinenfabrik Oerlikon (SWO). het bedrijf had een moeizame start, in 1915 had de fabriek 300 mensen in dienst en dit daalde naar 140 in 1923. Van het bestaande bedrijf Oerlikon werd de afdeling werktuigmachines overgenomen. Oerlikon is een district in het noorden van de stad Zürich.
In 1923 werd de onderneming overgenomen door de Magdeburger Werkzeugmaschinenfabrik en kwam daarmee in Duitse handen. De combinatie kreeg de naam Werkzeugmaschinenfabrik Oerlikon (WO) met Emil Georg Bührle als directeur. Een jaar later nam het bedrijf de octrooien en het personeel van het Seebacher Maschinenbau AG in Seeback - ook in Zürich - over. Dit bedrijf produceerde luchtafweergeschut en pantservoertuigen. Onder leiding van Bührle werd de ontwikkeling van het geschut doorgezet met het 20mm-Oerlikon-kanon als resultaat. 
Het kanon was een groot commercieel succes en werd vanaf 1926 geëxporteerd naar vele landen. De onderneming groeide gestaag, in 1930 telde het 300 medewerkers en in 1936 was dit uitgebreid tot 800. Bührle was vanaf 1929 grootaandeelhouder in WO en werd in 1938 de enige aandeelhouder, hij bracht dit belang toen onder in de commanditaire vennootschap Werkzeugmaschinenfabrik Oerlikon Bührle & Co.
In 1936 richtte het bedrijf Contraves AG op in Zürich dat zich bezighield met onderzoek en ontwikkeling op het vlak van luchtafweer. De naam ervan komt uit het Latijn (contra aves) en betekent tegen vogels. Aan het begin van de Tweede Wereldoorlog werkten er 2500 mensen in de fabrieken van WO en in 1940 was dit toegenomen tot meer dan 3500. In 1939 was WO ook mede-oprichter van de Pilatus Flugzeugwerke. 
Vanaf juni 1940 werd de focus van de verkopen verlegd naar Nazi-Duitsland en andere Asmogendheden. Met een exportwaarde van 543 miljoen Zwitserse frank in totaal nam WO ruim 85% van alle Zwitserse wapenleveringen aan de Asmogendheden tijdens de oorlog voor zijn rekening. Deze leveringen waren in strijd met de afspraken van de Vredesconferentie van Den Haag van 1907 en de Verenigde Staten en Groot-Brittannië zette het bedrijf op de zwarte lijst en betaalden geen royalty's voor de 185.000 Oerlikon-kanonnen die ze voor hun eigen bewapening produceerden. In 1944 viel de afzet aan Nazi-Duitsland weg en raakte WO in grote problemen. WO zag de omzet fors stijgen, was in 1937 de jaaromzet geen 14 miljoen Zwitserse frank, tussen 1940 en 1945 lag de gemiddelde omzet op 115 miljoen frank. WO bleef op de zwarte lijst staan tot 1946 en de Zwitserse regering weigerde wapenexportvergunningen te verlenen tot in 1949. In 1946 was de omzet gedaald naar 15,6 miljoen frank.
Met de Koreaanse oorlog keerde de kansen, het Amerikaanse leger bestelde grote hoeveelheden militair materieel en ook de export naar andere landen kwam op gang. Toen Emil Georg Bührle in november 1956 overleed, telde WO ruim 6500 medewerkers. Zijn zoon Dieter Bührle (1921-2012) volgde hem op en breidde het bedrijf verder uit. In 1970 werd hij veroordeeld tot een voorwaardelijke gevangenisstraf en een boete wegens illegale wapenexport naar Zuid-Afrika in 1963 en Nigeria in 1967. In 1970 werden ook de wapenactiviteiten van Hispano Suiza overgenomen.
In 1972-73 gingen de verschillende bedrijven - meerderheidsaandeelhoude Bührle-Groep, Oerlikon en Contraves - op in één coöperatie. De groep bestaat onder meer uit Oerlikon Bührle Defensie en Oerlikon Bührle Contraves. In 1990-1992 fuseerden ze tot één groot bedrijf: Oerlikon Contraves AG.
In 1993 werd de afdeling munitie afgescheiden als Oerlikon Contraves Pyrotec, een dochteronderneming in volle eigendom van Oerlikon Contraves. In 1999 werd Oerlikon Contraves door de Oerlikon Bührle Holding verkocht aan het Duitse Rheinmetall. In 2004 telde Oerlikon Contraves zo'n 1800 medewerkers en behaalde een omzet van 310 miljoen euro. Vanaf 1 januari 2009 werd de naam gewijzigd in Rheinmetall Air Defence.
Belangrijke figuren in het bedrijf waren onder meer Emil Georg Bührle en Hortense Anda-Bührle.